# Київський експериментальний кераміко-художній завод
Ки́ївський експеримента́льний кера́міко-худо́жній заво́д (КЕКХЗ, після приватизації ВАТ «ДЕФФА») — підприємство порцеляно-фаянсової галузі промисловості України. Існувало в 1924—2007 роках спочатку у Києві, на Червоноармійській вулиці, № 133, а з 1973 року у місті Вишневому, на вулиці Київській, № 4.

## Історія
Підриємство завноване 17 вересня 1924 року як експериментальна майстерня керамічних фарб. Це було перше виробництво вітчизняних керамічних фарб для порцеляно-фаянсової промисловості. Невдовзі було освоєно і виробництво деколей, і 1925 року підприємство стало заводом. Водночас на ньому була створена художня секція з розпису порцеляни і фаянсу.
З 1930 року підприємство називалось фабрикою керамічних фарб і деколей тресту Укрсклофарфор; з 1939 року — Київський експериментальний кераміко-художній завод.
У 1943—1946 роки, коли було відновлено знищене в роки війни літографське устаткування, були зведені нові цехи, було організовано експериментальне виробництво порцелянових виробів. Цікавим напрямком роботи фабрики були вироби з фотокераміки. У рамках конкурсу в 1946 році художником КЕКХЗ Олександром Сорокіним було виконано сервіз «Київ». У 1950-ті роки було випущено серію тарілок з видами Києва, які були декоровані з використанням методу фотокераміки.
Завод був унікальним перш за все тому, що в середині 20 століття (1940-ві) тут було вперше широко запроваджене використання петриківського розпису на порцеляні.
Товари експортували до Росії, Німеччини, Великої Британії, Іспанії, Польщі, Франції, Чехословаччини, Канади, Італії.
30 червня 1993 року завод змінив форму власності та став Відкритим акціонерним товариством «ДЕФФА» (ДЕколь, Фарби, ФАрфор). У 2006 році припинив випуск продукції. 3 квітня 2007 року підприємство зняте з державної реєстрації у зв'язку з банкрутством.
Нині на його території розміщений бізнес-центр «Масштаб». Вироби заводу зберігаються зокрема у Національному музеї українського народного декоративного мистецтва та музеї «Київський фарфор».

## Працівники
На підприємстві працювали відомі майстрині з Петриківки, учениці Тетяни Пати: Марфа Тимченко, Віра Клименко-Жукова, Віра Павленко та Ганна Павленко-Черниченко. Це було єдине підприємство з налагодженим масовим виробництвом порцеляни прикрашеної розписом майстрів з основної школи петриківського розпису.
Також на заводі працювали й інші відомі художники та скульптори порцеляни: Оксана Жникруп, Владислав Щербина, Ольга Рапай-Маркіш, Ганна Калуга, Олександр Сорокін, Василь Музичук та багато інших.
На підприємстві у 1959—2000 роках працювало від 160 до 950 осіб. Серед директорів — Володимир Варжанський (1924—1930), Володимир Лапін (1958—1962), Володимир Коваленко (1985—2003).